# 42º meridiano ovest
Il 42º meridiano ovest di Greenwich è una linea di longitudine che parte dal Polo nord, attraversa il Mar Glaciale Artico, la Groenlandia, l'Oceano Atlantico, il Sud America, l'Oceano antartico e l'Antartide, arrivando al Polo sud.
Il suo meridiano opposto è il 138º meridiano est

## Territori e aree attraversate
Da Nord a Sud, il 42º meridiano attraversa:
| Coordinate      | Stato, Territorio o Mare | Note |
| --------------- | ------------------------ | --- |
| 90°00′N 42°00′W | Mar Glaciale Artico      | |
| 83°40′N 42°00′W | Mare di Lincoln          | |
| 83°13′N 42°00′W | Groenlandia              | |
| 82°51′N 42°00′W | Fiordo di Koch           | |
| 82°40′N 42°00′W | Groenlandia              | |
| 62°43′N 42°00′W | Oceano Atlantico         | |
| 2°43′S 42°00′W  | Brasile                  | Maranhão Piauí — da 3°14′S 42°00′W Bahia — da 9°13′S 42°00′W Minas Gerais — da 15°09′S 42°00′W Rio de Janeiro (stato) — da 20°56′S 42°00′W, il territorio continentale e Ilha do Cabo Frio        |
| 23°01′S 42°00′W | Oceano Atlantico         | Passando poco ad est di Shag Rocks, Georgia del Sud e Isole Sandwich Australi (53°31′S 42°01′W) Passando poco ad ovest di Black Rock, Georgia del Sud e Isole Sandwich Australi (53°39′S 41°49′W) |
| 60°00′S 42°00′W | Oceano Antartico         | |
| 77°40′S 42°00′W | Antartide                | Territorio rivendicato da Argentina (Antartide argentina) e Regno Unito (British Antarctic Territory)                                                                                             |